# Benjamin F. James

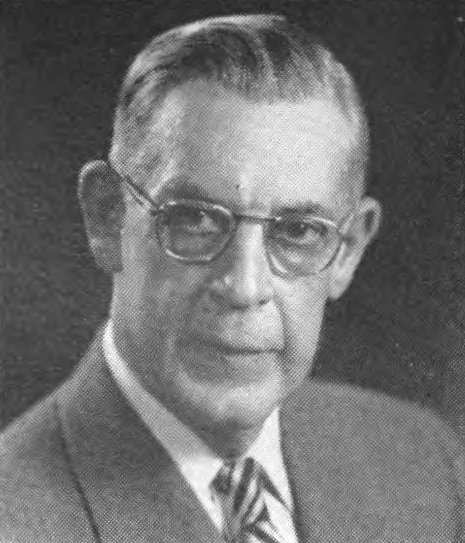
Benjamin F. James

Benjamin Franklin James (* 1. August 1885 in Philadelphia, Pennsylvania; † 26. Januar 1961 in Bryn Mawr, Pennsylvania) war ein US-amerikanischer Politiker. Zwischen 1949 und 1959 vertrat er den Bundesstaat Pennsylvania im US-Repräsentantenhaus.

## Werdegang
Benjamin James besuchte die öffentlichen Schulen seiner Heimat und studierte danach das Fach Bildende Kunst. Seit 1910 lebte er in Radnor. Während des Ersten Weltkrieges war er in einem Offiziersausbildungslager der United States Army, in dem er es bis zum Leutnant brachte. Danach gehörte er der Reserve der Armee an. Später wurde er Präsident der 1728 von Benjamin Franklin gegründeten Firma Franklin Printing Co. Gleichzeitig schlug er als Mitglied der Republikanischen Partei eine politische Laufbahn ein. Zwischen 1929 und 1936 saß er im Gemeinderat von Radnor; von 1939 bis 1947 war er Abgeordneter im Repräsentantenhaus von Pennsylvania.
Bei den Kongresswahlen des Jahres 1948 wurde James im siebten Wahlbezirk von Pennsylvania in das US-Repräsentantenhaus in Washington, D.C. gewählt, wo er am 3. Januar 1949 die Nachfolge von E. Wallace Chadwick antrat. Nach vier Wiederwahlen konnte er bis zum 3. Januar 1959 fünf Legislaturperioden im Kongress absolvieren. In diese Zeit fielen unter anderem der Beginn des Kalten Krieges, der Koreakrieg und innenpolitisch der Auftakt der Bürgerrechtsbewegung. James war zeitweise Mitglied im Ausschuss zur Verwaltung des Bundesbezirks District of Columbia, dem House Administration Committee und dem Appropriations Committee.
Im Jahr 1958 verzichtete er auf eine weitere Kandidatur. Er starb am 26. Januar 1961 in Bryn Mawr.